# Racing Club Haïtien
Racing Club Haïtien é um clube profissional de futebol do Haiti sediado em Porto Príncipe que se caracteriza por ser uma das equipes mais bem sucedidas na história do futebol haitiano. É o maior campeão nacional da história, conseguindo ganhar 11 edições da competição: 1937-38, 1941, 1946, 1947, 1953-54, 1958, 1962, 1969, 2000, 2002 e 2009.
Possui uma grande rivalidade com o Violette AC, outro clube com maior número de títulos nacionais e é um dos dois únicos clubes haitianos que conseguiram ganhar uma Liga dos Campeões da CONCACAF, maior campeonato que reúne a América do Norte, a América Central e o Caribe, região onde se constitui o Haiti, conquistando a edição do torneio em 1963.
O RC Haïtien, manda suas partidas no Stade Sylvio Cator localizado em Port-au-Prince com capacidade para 10 mil torcedores, um dos maiores estádios de futebol do Haiti. Devido ao terremoto de 2010, esse estádio passou a abrigar os jogos de todas as equipes que integram o campeonato haitiano de futebol.

## História
Onze vezes campeão, o clube perdeu o brilho no final dos anos 2000, quando foi rebaixado pela primeira vez em 2007. Campeão da 2ª divisão em 2008, voltou à elite em 2009 para conquistar o campeonato na final da temporada (seu último título), antes de sofrer um segundo rebaixamento em 2011.
O Racing voltou à 1ª divisão em 2013 e nunca mais saiu dela apesar de ter sido expulso por dissidência (com outros quatro clubes) em 2014.
O ano de 2019 revelou-se muito difícil para o clube, no meio de uma crise financeira e institucional, que viu em março a demissão de quase todos os membros da sua comissão, que ficou reduzida a duas pessoas (presidente Emmanuel Menard e o vice-presidente, Julio Cadet).

## Títulos

### Internacionais
- Liga dos Campeões da CONCACAF: 1

(1963).

### Nacionais
- Campeonato Haitiano: 11

(1937-38, 1941, 1946, 1947, 1953-54, 1958, 1962, 1969, 2000, 2002 e 2009).
- Campeonato Haitiano da Segunda Divisão: 2

(2008 e 2012).
- Copa do Haiti - Coupe d'Haïti: 2 vezes

(1941 e 1944).

### Honrarias
Tournoi Haiti-Jamaique-Etats-Unis: 1968